# Dactylopusia falcifera
Dactylopusia falcifera is een eenoogkreeftjessoort uit de familie van de Dactylopusiidae. De wetenschappelijke naam van de soort is voor het eerst geldig gepubliceerd in 1935 door Willey.